# Max Juen (Politiker, 1885)
Max Juen (* 31. Dezember 1885 in Zürich; † 12. März 1935 in Bregenz) war ein österreichischer Politiker (CSP) und Angestellter. Er war von 1934 bis 1935 Abgeordneter zum Vorarlberger Landtag. 

## Ausbildung und Beruf
Juen besuchte die fünfklassige Volksschule in Bregenz und absolvierte danach drei Jahre lang das Gymnasium Mehrerau in Bregenz. Nachdem er seine Ausbildung zwei Jahre lang an der Handelsschule in Mehrerau fortgesetzt hatte, absolvierte er zwei Jahre lang eine Lehre im Papiergeschäft Schertler und wurde danach Angestellter in der Trikotwarenfabrik Wilhelm Benger in Bregenz-Vorkloster. Zwischen 1914 und 1918 leistete er während des Ersten Weltkriegs Kriegsdienst als  Rechnungsunteroffizier beim 3. Bataillon des Kaiserschützen-Regimentes Nr. 2, wobei er zeitweise auch in Kriegsgefangenschaft in Italien und Albanien war. Nach seiner Rückkehr aus dem Krieg arbeitete er von 1920 bis 1935 als Angestellter bei der Vorarlberger Kraftwerke AG, wobei er 14 Jahre in der Lohnverrechnung und ein Jahr in der Stromabrechnung tätig war.

## Politik und Funktionen
Juen war Mitglied der Christlichsozialen Partei und später Mitglied der Vaterländischen Front. Er gehörte ab 1933 dem Ortsausschuss der Vaterländischen Front an und war ab 1934 Stellvertretender Ortsleiter. Er wurde 1934 als Standesvertreter des Berufsstandes Industrie und Bergbau vom Vorarlberger Landeshauptmann zum Mitglied des Ständischen Landtags berufen und gehörte in der Folge während der Zeit des Ständestaates bzw. des Austrofaschismus vom 14. November 1934 bis zu seinem Tod an. 
Neben seinen politischen Aktivitäten engagierte sich Juen in der Invaliden-Vereinigung Bregenz, war Mitglied und ab 1926 Obmann des Landeskameradschaftsbundes sowie Mitbegründer und Obmann des Kaiserschützenbundes. Zudem war er Obmannstellvertreter der Bundesvereinigung der Tapferkeitsmedaillenbesitzer Österreichs. Er war in weiteren zahlreichen Vereinen aktiv und engagierte sich als Tanzlehrer im Turnerbund Vorkloster und als Lehrer im Stenographenverein. Zudem war er Mitglied im Stadtpfarrkirchenchor Bregenz, Mitglied des katholischen Arbeitervereins und Mitglied des katholisch-kaufmännischen Vereins Brigantia. Des Weiteren hatte er die Funktion des Ortsgruppenobmanns des Zentralverbandes christlicher Angestellter in Bregenz inne, war Vorstandsmitglied der Vorarlberger Versicherungskasse für Angestellte in Bregenz und Mitglied der Heimatwehr Vorarlberg.

## Privates
Juen wurde als Sohn vom Emil Elias Juen und Hedwig Albrecht (1852–1931) geboren. Er heiratete am 5. Oktober 1925 in Absam die in Freutsmoos geborene Elisabeth Schadhauser (1902–1987) und wurde 1927 Vater einer Tochter.

## Auszeichnungen
- Silberne Tapferkeitsmedaille 1. Klasse (Erster Weltkrieg)
- Eisernes Verdienstkreuz (Erster Weltkrieg)
- Karl-Truppenkreuz (Erster Weltkrieg)
- Verwundetenmedaille (Erster Weltkrieg)
- Tiroler Landesdenkmünze
- Ungarische Kriegserinnerungsmedaille
- Goldenes Verdienstzeichen der Republik Österreich (1935)